# Mehmed Baždarević
Mehmed Baždarević (Višegrad, 28 de setembro de 1960) é um ex-futebolista profissional e treinador bósnio, que atuou pela ex-Iugoslávia, medalhista olímpico.

## Carreira
Mehmed Baždarević pela Seleção Iugoslava de Futebol, jogou a Eurocopa de 1984, as Olimpiádas do mesmo ano.